# Anna Maniecka
 (février 2024).
Anna Maniecka-Dejner est une athlète polonaise, coureuse de haies et entraîneuse d'athlétisme née le 23 juillet 1962 à Myślenice et morte le 20 juin 2008 à Cracovie.

## Biographie

### Carrière d’athlète
Elle est athlète de l'AZS-AWF Kraków (pl) et du Wawel Kraków.
Elle se spécialise dans le 400 mètres haies et participe notamment à cette épreuve lors de la finale de la Coupe d'Europe des nations d'athlétisme 1983 à Londres, terminant 8e.
Championne de Pologne du 400 mètres haies en 1991, vice-championne en 1981 et médaillée de bronze en 1980 et 1983, elle remporte également une médaille d'argent dans le relais 4 × 400 mètres en 1988. Elle a également remporté des médailles de bronze aux championnats polonais en salle dans la course de 400 mètres en 1982 et 1983.

### Carrière d’entraîneuse
Après la fin de sa carrière de compétitrice, elle est entraîneuse d'athlétisme au Wawel Kraków. Elle entraîne notamment Radosław Czyż.

## Records
| Discipline,      | Date et lieu            | Temps |
| ---------------- | ----------------------- | ----- |
| 400 mètres       | 18 juin 1981, Varsovie  | 55,11 |
| 400 mètres haies | 27 juin 1983, Bydgoszcz | 58,29 |